# Roland Muzeau
Roland Muzeau, né le 5 novembre 1951 à La Garenne-Colombes (Hauts-de-Seine), est un homme politique français. Membre du Parti communiste français, il a été conseiller général du canton de Gennevilliers-Sud, sénateur et député des Hauts-de-Seine.

## Biographie
Roland Muzeau travaille comme ajusteur-outilleur à la SNECMA de Gennevilliers de 1969 à 1988,.
Il devient sénateur des Hauts-de-Seine le 29 mars 2000, en remplacement de Michel Duffour nommé ministre. Il fait partie de la commission des affaires sociales. Du 5 octobre 2001 au 28 juin 2007, il est nommé vice-président de cette commission.
Le 17 juin 2007, il est élu député de la 1re circonscription des Hauts-de-Seine avec 63,54 % des suffrages et démissionne de son mandat de sénateur.
Aux élections de 2012, Roland Muzeau perd son mandat de député en se désistant pour le candidat socialiste Alexis Bachelay arrivé en tête au 1er tour avec 32,51 % contre 29,76 %.

## Mandats et fonctions politiques

### Mandats nationaux
- Sénateur des Hauts-de-Seine de 2000 à 2007
- Député des Hauts-de-Seine de 2007 à 2012

### Mandats locaux
- Conseiller général des Hauts-de-Seine, élu du canton de Gennevilliers-Sud (1985-2001)
- Adjoint au Maire de Gennevilliers  (1989-2001)
- Premier adjoint au Maire de Gennevilliers (2001-2014)
- Conseiller municipal de Gennevilliers (2014-2020)